# 王文天
王文天（1963年8月—），男，中华人民共和国外交官，曾任中华人民共和国驻老挝人民民主共和国特命全权大使和中华人民共和国驻柬埔寨王国特命全权大使。

## 生平
1988年，进入中华人民共和国外交部工作，先后在中国国际问题研究所、驻朝鲜大使馆、外交部亚洲司、驻孟加拉国大使馆任职。2002年，任驻尼泊尔大使馆参赞。2006年，挂职浙江省舟山市政府副秘书长。2008年，任驻文莱大使馆参赞。2010年，任常驻联合国日内瓦办事处和瑞士其他国际组织代表团参赞，后升公使衔参赞。2014年，任驻加拿大大使馆公使衔参赞，后升任公使。2017年7月，出任中华人民共和国驻老挝大使。2018年10月，自驻老挝大使离任。11月，出任中华人民共和国驻柬埔寨大使。2024年6月，自驻柬埔寨大使离任。

## 家庭
已婚，夫人顾小军，两人有一子一女。

## 荣誉

### 外国勋章奖章
- 友谊勋章（老挝，2018年10月1日批准，2018年10月4日于万象颁发[8]）
- 友好合作大十字勋章（柬埔寨，2024年5月28日于金边颁发[9]）